# Johan Georg II Fuchs van Dornheim

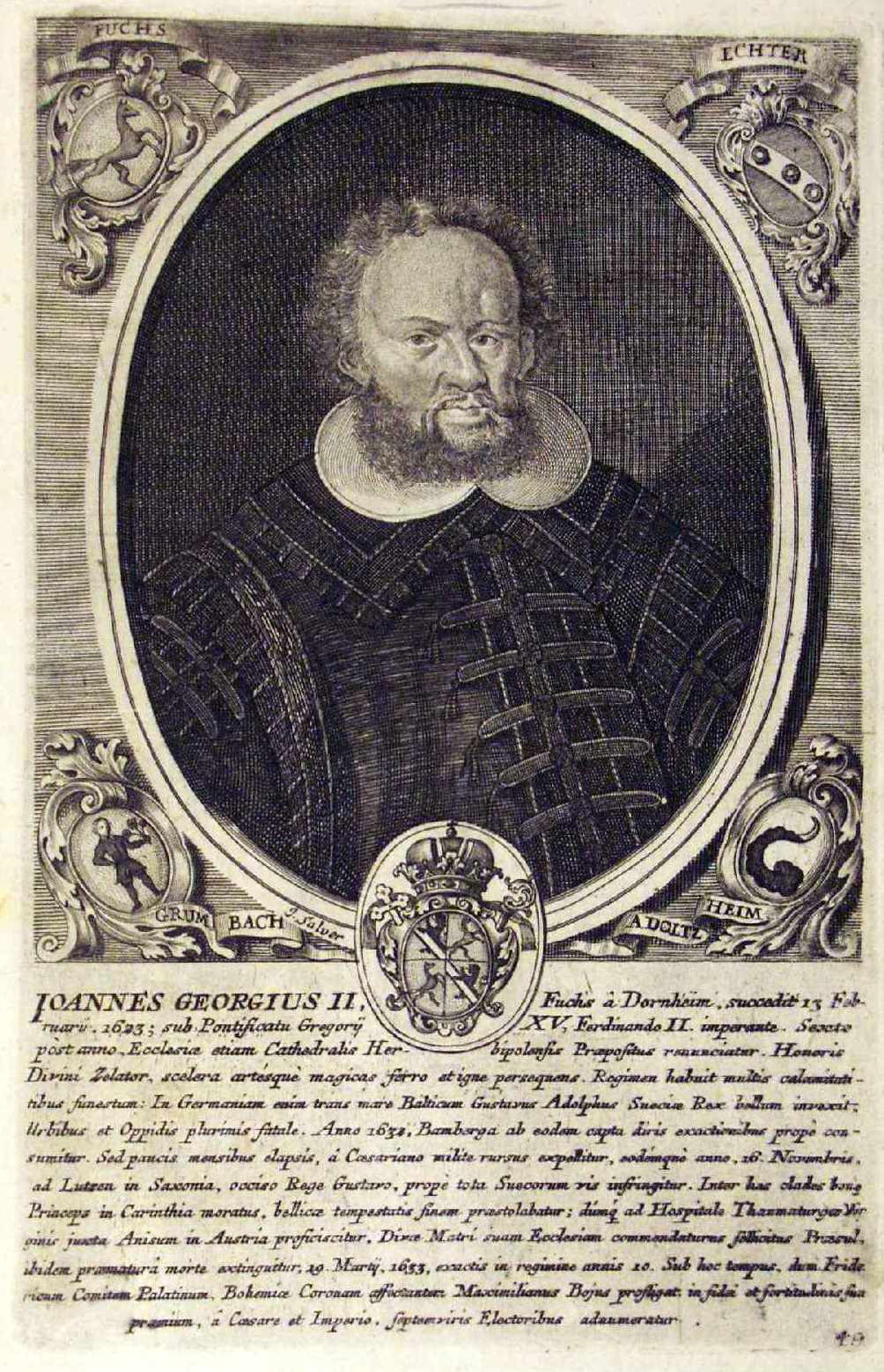

Johan Georg II Fuchs van Dornheim (Wiesentheid, 23 april 1586 – Spital am Pyhrn, 29 maart 1633) was prins-bisschop van Bamberg van 1623 tot zijn dood. 
Fuchs werd berucht om zijn heksenvervolgingen. Ook bestreed hij het protestantisme in zijn gebieden. Protestantse inwoners kregen de keuze zich te bekeren of te vertrekken en Fuchs liet protestantse geschriften openbaar verbranden. Door de opmars van het Zweedse-Saksische leger in 1632 moest Fuchs Bamberg ontvluchten en hij overleed in ballingschap in Oostenrijk.